# John Prine
John Prine, född 10 oktober 1946 i Maywood i Illinois, död 7 april 2020 i Nashville i Tennessee, var en amerikansk country- och folksångare, gitarrist och låtskrivare. 
Prine gav 1971 ut sitt debutalbum John Prine. Albumet, liksom många av dess efterföljare, vann större framgångar bland kritiker än bland skivköpare. Det innehåller flera av Prines mest kända kompositioner, bland dem "Sam Stone", om en opioidberoende krigsveteran som belönats med Purpurhjärtat. Skivan innehåller också "Paradise", som handlar om följderna av kolgruvedrift för en liten stad i Kentucky, samt den av andra artister ofta inspelade "Angel from Montgomery". Många av Prines låtar kännetecknas av en underfundig humor, och är betraktelser av livet, kärlek och samhällsfenomen. Han spelade dock även in allvarligare låtar, exempelvis 1972 års "The Great Compromise" på hans andra album Diamonds in the Rough, vilken var hans kommentar till Vietnamkriget. 
John Prine spelade in skivor för bolagen Atlantic Records och Asylum Records under 1970-talet innan han 1984 var med och grundade Oh Boy Records där alla efterföljande skivor släpptes. Ett av hans senare album i karriären In Spite of Ourselves från 1999 var ett duettalbum där han bjöd in kvinnliga sångare som Iris DeMent, Lucinda Williams, Emmylou Harris och Trisha Yearwood att sjunga covers med honom.
Prine mottog två Grammys i kategorin samtida folkmusikalbum, 1991 för The Missing Years och 2005 för Fair & Square. 2020 tilldelades han en Grammy Lifetime Achievement Award och 2021 vann I Remember Everything två Grammys.
2018 gavs hans allra sista studioalbum The Tree of Forgiveness ut. Albumet avslutas med låten "When I Get to Heaven" där Prine med sin egensinniga humor beskriver allt han vill göra då han inträder i himmelriket. Prine avled 73 år gammal i sviterna av covid-19.

## Diskografi

### Studioalbum
- 1971 – John Prine
- 1972 – Diamonds in the Rough
- 1973 – Sweet Revenge
- 1975 – Common Sense
- 1978 – Bruised Orange
- 1979 – Pink Cadillac
- 1980 – Storm Windows
- 1984 – Aimless Love
- 1986 – German Afternoons
- 1991 – The Missing Years
- 1994 – A John Prine Christmas
- 1995 – Lost Dogs and Mixed Blessings
- 1999 – In Spite of Ourselves
- 2000 – Souvenirs
- 2005 – Fair & Square
- 2007 – Standard Songs for Average People (med Mac Wiseman)
- 2011 – Singing Mailman Delivers
- 2016 – For Better, or Worse
- 2018 – The Tree of Forgiveness

### Samlingsalbum
- 1976 – Prime Prine: The Best of John Prine
- 1993 – Great Days: The John Prine Anthology

### Livealbum
- 1988 – John Prine Live
- 1997 – Live on Tour
- 2010 – In Person & On Stage

### Singlar/EPs
- 2007 – Rhino Hi-Five: John Prine (EP)